# Казола ин Луниђана
Казола ин Луниђана (итал. Casola in Lunigiana) је насеље у Италији у округу Маса-Карара, региону Тоскана.
Према процени из 2011. у насељу је живело 206 становника. Насеље се налази на надморској висини од 333 м.

## Становништво
| 1936. | 1951. | 1961. | 1971. | 1981. | 1991. | 2001. | 2011. |
| ----- | ----- | ----- | ----- | ----- | ----- | ----- | ----- |
| 3.288 | 2.787 | 2.366 | 1.816 | 1.551 | 1.341 | 1.231 | 1.003 |